# Cal·limorf
Cal·limorf (en llatí Callimorphus, en grec antic Καλλίμορφος) va ser un metge militar grec que serví a les legions romanes i estava integrat a la legió VI, cohort dels contarii. Va viure al segle ii i va escriure Ἱστοριαὶ Παρθικαί (Historia Parthica) segurament una narració de les campanyes de Trajà (114-116).